# 941 v.Chr.
Het jaar 941 v.Chr. is een jaartal volgens de christelijke jaartelling.

## Gebeurtenissen
- Begin van de regeerperiode van Mar-nîti-ahhê-iddina, koning van Babylon.

## Overleden
- Nadab, tweede koning van het noordelijke koninkrijk Israël (kan ook in 909 v.Chr.)